# Lampang Rajabhat University Stadium
Das Lampang Rajabhat University Stadium (Thai สนามกีฬามหาวิทยาลัยราชภัฏลำปาง) ist ein Mehrzweckstadion in Kluai Phae im Landkreis Lampang in der Nordregion von Thailand. Es wird derzeit hauptsächlich für Fußballspiele genutzt und ist das Heimstadion vom Drittligisten Khelang United FC. Das Stadion hat eine Kapazität von 2000 Personen. Eigentümer der Sportanlage ist die Lampang Rajabhat University.